# La Javie
La Javie is een gemeente in het Franse departement Alpes-de-Haute-Provence (regio Provence-Alpes-Côte d'Azur) en telt 377 inwoners (2005). De plaats maakt deel uit van het arrondissement Digne-les-Bains.

## Geografie
De oppervlakte van La Javie bedraagt 37,1 km², de bevolkingsdichtheid is 10,2 inwoners per km².
De onderstaande kaart toont de ligging van La Javie met de belangrijkste infrastructuur en aangrenzende gemeenten.

## Demografie
Onderstaande figuur toont het verloop van het inwonertal (bron: INSEE-tellingen).
Vanwege een beveiligingsprobleem met de MediaWiki Graph-software is het momenteel niet mogelijk deze grafiek weer te geven. Zodra de software is bijgewerkt zal de grafiek vanzelf weer zichtbaar worden.